# 张培鑫
张培鑫（1901年—1928年1月16日），湖北黄安高桥陈河人。中国共产党早期人物，董必武的外甥。

## 生平
因家贫，张培鑫读过一两年私塾后，在杂货店当过学徒。1920年，武汉中学创办时即到校做传达兼摇铃工作，也做一部分文书、会计工作。以后提升为学校会计。加入社会主义青年团，1921年，加入中国共产党。1924年参加黄安旅省青年协进会。1927年春中共中央迁到汉口后，被调到中央机关工作。曾任《楚光日报社》秘书、编辑，国民党湖北省党部执行委员。1927年4月，中国共产党第五次全国代表大会召开时，负责油印工作。11月间中共湖北省委印刷所被敌破坏，作为印刷所负责人被逮捕，经过残酷的刑讯。1928年1月16日，被军阀秘密杀害于武汉和记蛋厂附近。